# Олга Крючкова
Олга Крючкова (на руски: Ольга Евгеньевна Крючкова) е руска писателка, автор на произведения на исторически теми.

## Биография
Олга Крючкова е родена на 7 август 1966 година в Москва, СССР. След гимназията през 1983 г. постъпва в техникум по автоматика и телемеханика, като завършва с отличие.
През 1986 г. постъпва в Московския авиационен институт, факултет по самолетостроене. Дипломира се през 1992 година. Нейната литературна кариера започва през 2006 година. Първият ѝ роман, „Капитан мародеров“ е публикуван в списание на издателство „Подвиг-Кентавър“ в серията „исторически бестселър“(2007). След това, през същата година, 2007 г., пише любовно-историческия роман „Фамильный крест“, издателство „Гелеос“.
През 2008 г. писателката публикува шест романа (единият под псевдоним). През януари 2008 г., излиза романът „Авантюристы“, издателство „Подвиг-Кентавър“. Издателска къща „Гелеос“ публукува четири книги: „Дар Афродиты», «Счастливый выбор», «Загадки судьбы» и с псевдонима Оливия Клеймор - „Французская Мессалина“. През същата година писателката публикува за първи път в издателска къща „Вече“: книгата със заглавие „Капитан мародёров“ включва два романа – „Капитан мародёров“ и „Демон Монсегюра“.
През 2009 г. са издадени още четири романа: „Авантюристы“, „Роза Версаля“, „Возвращение капитана мародёров“ и „Наследники страны Ямато“. Всички четири романа са публикувани в издателство „Вече“.

### Със собствено име
- 2007
  - „Капитан мародёров“
  - „Фамильный крест“

- 2008
  - „Авантюристы“
  - „Дар Афродиты“
  - „Счастливый выбор“
  - „Загадки судьбы“
  - „Капитан мародёров“

- 2009
  - „Авантюристы“
  - „Роза Версаля“
  - „Возвращение капитана мародёров“
  - „Наследники страны Ямато“

- 2010
  - „Кровь и крест“
  - „Доспехи Дракулы“
  - „Ковчег могущества“

- 2011
  - „Капитан мародёров“
  - „Возвращение капитана мародёров“

- 2012
  - „Король Австразии“

### С псевдоним Оливия Клеймор
- 2008
  - „Французская Мессалина“